# Johan Carl Garney
Johan Carl Garney, född 26 december 1740 på Öns bruk i Älvkarleby socken, Uppsala län, död 18 april 1808, var en svensk metallurg.
Garney blev 1759 student vid Uppsala universitet, avlade 1760 juridisk examen och inskrevs 1761 i Bergskollegium. Från denna tid ägnade han sig uteslutande åt bergsbruk och förvärvade snart på detta område så stort anseende för erfarenhet och duglighet, att han 1769 utnämndes till ordinarie övermasmästare och flera gånger erhöll anbud att mottaga förmånliga befattningar utrikes, vilket han dock avböjde. 
År 1790 utnämndes han till direktör över tackjärnsblåsningarna i Sverige och 1798 till ledamot av Vetenskapsakademien. Han författade Handledning uti svenska masmästeriet (1791), ett arbete, som inte bara på sin tid väckte stor uppmärksamhet och översattes på främmande språk, utan även genom den av Carl Johan Lidbeck 1816 omarbetade upplagan bibehöll sig som den förnämsta, för att inte säga enda, handledning i detta yrke ända intill mitten av 1800-talet.